# Attatha
Attatha é um gênero de traça pertencente à família Arctiidae.